# Costellazioni (Le luci della centrale elettrica)
| Recensione           | Giudizio |
| -------------------- | -------- |
| sentireascoltare     |          |
| OndaRock             |          |
| Rockol               |          |
| Indieforbunnies      |          |
| Rockit               | positivo |
| storiadellamusica.it |          |
| indie-eye.it         | positivo |
| soundmagazine.it     | positivo |
| Spaziorock.it        | 7.5/10   |

Costellazioni è il terzo album discografico in studio del progetto musicale Le luci della centrale elettrica del cantautore Vasco Brondi. Il disco è stato pubblicato nel marzo 2014 da La Tempesta Dischi.
L'album debutta alla seconda posizione nella classifica FIMI.

## Il disco
Il disco è stato annunciato nel dicembre 2013, mentre il titolo e la data di pubblicazione sono stati resi noti nel gennaio 2014.
L'album è stato registrato tra Ferrara, Bassano del Grappa e Milano ed è stato anticipato dalla pubblicazione del singolo I destini generali, accompagnato anche da un video. 
Alla produzione artistica dell'album hanno collaborato Vasco Brondi e Federico Dragogna, membro dei Ministri.
Inoltre hanno preso parte alle registrazioni altri colleghi di Brondi e Dragogna, nonché esponenti del panorama indipendente italiano; tra questi Enrico Gabrielli, Rodrigo D'Erasmo e Sebastiano De Gennaro, tuttavia già presenti nei precedenti lavori del cantautore ferrarese. La musica del brano Le ragazze stanno bene è di Giorgio Canali, mentore de Le luci della centrale elettrica e produttore del suo album d'esordio.
Riguardo ai temi, l'autore ha dichiarato che il disco è caratterizzato da "canzoni piene di futuro, di illusioni e di storie che finiscono bene, finiscono male o che non finiscono mai.
L'artwork è stato affidato a Gianluigi Toccafondo.
Per quanto riguarda il tour promozionale, "Le luci" salgono sui palchi italiani a partire dal marzo 2014. Brondi viene accompagnato in questo tour da Ettore Bianconi, Sebastiano De Gennaro (entrambi già collaboratori dei Baustelle), Andrea Faccioli e Daniela Savoldi.
Nell'ottobre 2014 l'album viene inserito nella rosa dei finalisti per la Targa Tenco come "album dell'anno".

## Vendite
Il disco ha esordito direttamente alla seconda posizione nella classifica FIMI degli album più venduti in Italia.

## Tracce
1. La Terra, l'Emilia, la Luna – 2:52
2. Macbeth nella nebbia – 2:59
3. Le ragazze stanno bene – 3:46
4. I destini generali – 3:43
5. I Sonic Youth – 3:06
6. Firmamento – 1:45
7. Un bar sulla Via Lattea – 4:13
8. Ti vendi bene – 2:33
9. Una cosa spirituale – 2:09
10. Padre nostro dei satelliti – 2:44
11. Questo scontro tranquillo – 2:45
12. Punk sentimentale – 3:43
13. Blues del delta del Po – 2:46
14. Una guerra lampo pop – 2:29
15. 40 Km – 4:25

## Formazione
- Vasco Brondi - voce, chitarra, pianoforte
- Federico Dragogna - chitarre, cori, beat, archi e fiati elettronici, organi, armonium, suoni rurali e suoni spaziali
- Ettore Bianconi - moog
- Sebastiano De Gennaro - percussioni
- Daniela Savoldi - violoncello
- Stefano Pilia - chitarre acustiche (traccia 2), basso (traccia 10), chitarra refrain (traccia 4), contrabbasso (traccia 13)
- Rodrigo D'Erasmo - violino elettrico (tracce 6 e 8)
- Enrico Gabrielli - pianoforte, clarinetto, fisarmonica
- Fabio Fontana - corno inglese
- Federica Furlani - viola
- Luciano Macchia - trombone